# Scotopteryx pallidata
Scotopteryx pallidata är en fjärilsart som beskrevs av V och Mr 1914. Scotopteryx pallidata ingår i släktet backmätare, och familjen mätare. Inga underarter finns listade.